# Grímsnes
Il sistema vulcanico Grímsnes (pronuncia in lingua islandese: ˈkrimsˌnɛːs) è costituito da una serie di crateri vulcanici situati nella regione del Suðurland, nella parte sud-occidentale dell'Islanda.

## Descrizione
Il sistema vulcanico Grímsnes fa parte amministrativamente del comune di Grímsnes og Grafningur ed è situato circa 15–20 km a nord est di Selfoss.
Il sistema vulcanico non sembra aver ancora costruito un proprio vulcano centrale e potrebbe essere il più giovane sistema vulcanico attivo attualmente esistente in Islanda.

## Componenti
Al Grímsnes appartiene il gruppo di crateri Seyðishólar, che rappresenta anche la più alta elevazione del sistema. Le ghiaie di colore rossa a causa dell'abbondanza del ferro contenuto, sono molto utilizzate nell'industria delle costruzioni. Un altro gruppo vulcanico è il Tjarnarhólar, che include il cratere Kerið, al centro del quale si è formato un lago craterico.
Del sistema fa parte anche una serie di colline relativamente basse, che superano di poco i 100 metri; ci sono 12 coni di scorie il cui orientamento segue quello della zona sismica dell'Islanda meridionale.
I crateri si sono formati tra 8.000 a 5.000 anni fa in una serie di eruzioni miste effusive ed esplosive, che hanno prodotto il campo di lava Grímsneshraun che contiene un totale di 1,3 km³ di materiale eruttato.
In ognuno dei piccoli vulcani sono presenti da due a quattro crateri, che giacciono su brevi fessure vulcaniche di lunghezza compresa tra 300 metri e 1 chilometro. Ognuno ha il suo piccolo campo di lava, il più esteso dei quali misura 23,5 km².
Il vulcano Kérhóll è l'unico non collegato agli altri. Si è formato circa 6200 fa attorno a una fessura vulcanica.
Le colline più piccole sono le Selhólar. Altre serie di crateri che appartengono al sistema sono Borgarhólar e Rauðhólar (Grímsnes).